# 엘로디 프레제
엘로디 프레제(Élodie Frégé, 1982년 2월 15일 ~ )는 프랑스의 가수, 배우이다.